# Nizkiz
Nizkiz – białoruski zespół rockowy założony w 2008 roku w Mohylewie. Członkami zespołu są Alaksandr Iljin (wokalista, autor tekstów), Leanid Nieściaruk (gitarzysta), Siarhiej Kulsza (gitara basowa) i Dzmitry Chalaukin (bębny).
Za swój przełomowy moment członkowie zespołu uważają wygraną w konkursie dla młodych wykonawców Rock Smena w 2012 roku, ponieważ mimo czterech lat działalności, do tego momentu zagrali jedynie dwa koncerty. W tym samym roku grupa wydała debiutancki album, zatytułowany po prostu Nizkiz. Rok później zespół wygrał białoruskie eliminacje do festiwali Emergenza oraz Sosiednij mir. W lutym 2014 roku zespół otrzymał nagrodę Dajom rady za najlepszą piosenkę 2013 roku, którą został utwór „Guantanama”.
W 2015 roku grupa wydała następną płytę, Liryka. W 2017 roku zespół wydał kolejny album, Sinoptik. W tym samym roku otrzymali nagrodę Heroi hodu-2017 za najlepszą piosenkę roku, „Niebiaspieczna”. Rok później ponownie otrzymali nagrodę Heroi hodu-2018, tym razem w kategorii „najlepszy zespół”. W 2019 roku grupa opublikowała kolejną płytę, Somnambuła.
W 2020 roku, podczas protestów na Białorusi, grupa opublikowała protest song, Prawiły. We wrześniu 2020 zespół wystąpił na Stadionie Narodowym w Warszawie w ramach koncertu „Solidarni z Białorusią”. 25 czerwca 2021 wraz z Krzysztofem Zalewskim wystąpili w Rzeszowie w ramach Europejskiego Stadionu Kultury. Ponadto grupa występowała na wielu festiwalach na Białorusi, Ukrainie, w Rosji i Polsce, a także jako support m.in. 30 Seconds to Mars i Within Temptation.
W styczniu 2024 r. zatrzymano trzech członków grupy mieszkających na Białorusi: Alaksandr Iljin, Siarhiej Kulsza i Dzmitry Chalaukin. Członkowie grupy stanęli najpierw przed sądem administracyjnym, a wiosną tego samego roku za udział w protestach w 2020 roku zostali skazani na dwa i pół roku ograniczenia wolności i wpisani na listę „ekstremistów”.

## Dyskografia
- Nizkiz (2012)
- Liryka (2015)
- Sinoptik (2017)
- Somnambuła (2019)